# Siphona diluta
Siphona diluta är en tvåvingeart som beskrevs av Wulp 1890. Siphona diluta ingår i släktet Siphona och familjen parasitflugor. Inga underarter finns listade i Catalogue of Life.